# 朴道春
朴 道春（パク・ドチュン、朝鮮語: 박도춘、1944年3月9日 - 2022年7月27日）は、朝鮮民主主義人民共和国（北朝鮮）の政治家。元朝鮮労働党中央委員会政治局員、元同党中央委員会書記局書記（軍需工業担当）、元朝鮮民主主義人民共和国国防委員会委員。朝鮮人民軍における軍事称号（階級）は大将。

## 略歴
1944年3月9日に慈江道狼林郡生まれ。金日成党高級学校卒業。1960年10月に朝鮮労働党の鉱山党委員会書記となる。党中央委員会指導員、党副課長、党課長、慈江道党委員会書記兼党部長などを務め、慈江道党委員会責任書記を経て、2010年9月の第3回党代表者大会で朝鮮労働党の軍需工業担当書記となり、北朝鮮の核兵器や弾道ミサイル開発などの兵器の開発と生産の総責任者となる。2011年4月7日の第12期最高人民会議第4回会議にて国防委員会委員に選出され、2012年2月に大将の軍事称号を得る。4月に朝鮮労働党中央委員会政治局員となる。
弾道ミサイルに関わる一切の総責任者という観点から、2012年4月のミサイル発射実験の際には、開発を担当した朱奎昌（チュ・ギュチャン）党機械工業部長、生産を担当した白世鳳（ベク・セボン）党軍需工業部第二経済委員会委員長と共に、一部のメディアから「北ミサイル3人組」などと呼ばれた。
2015年4月9日、第13期最高人民会議第3回会議にて「職務移動」を理由に国防委員会委員を解任された。
2016年5月に開催された朝鮮労働党第7次大会で、党中央委員会政治局、党中央委員会書記局に代わって新設された党中央委員会政務局のいずれの名簿にも掲載されず、政治局員と書記からの退任が確認された。
2022年7月27日死去。この際の肩書は党中央委員会顧問である。78歳没。2022年9月1日、遺体が新美里愛国烈士陵に安置された。